# Velika nagrada Beograda 1939
Velika nagrada Beograda 1939 je bila deseta in zadnja evropska neprvenstvena dirka za veliko nagrado v sezoni 1939, ki jo je prekinil izbruh druge svetovne vojne. Potekala je 3. septembra 1939, torej dva dni po začetku druge svetovne vojne, na uličnem dirkališču v beograjskem parku Kalemegdan pod sponzorstvom jugoslovanske kraljeve oblasti. Zaradi napetih razmer v Evropi se nekaj dirkačev dirke ni udeležilo, najuspešnejši moštvi tistih let, Mercedes-Benz in Auto Union, sta na dirko poslali po dva dirkalnika, dirke pa se je udeležil tudi domači dirkač Boško Milenković z že nekoliko zastarelim Bugattijem T51. Pred več kot 100.000 gledalci je svojo zadnjo zmago dosegel italijanski dirkač Tazio Nuvolari z Auto Unionom, eden najboljših dirkačev vseh časov, drugo mesto je osvojil Manfred von Brauchitsch z Mercedesom, tretje Hermann Paul Müller z Auto Unionom, četrto pa Milenković, ki je bil zadnji uvrščeni dirkač.

## Poročilo

### Pred dirko
Dirka, ki jo je sponzorirala jugoslovanska kraljeva oblast v čast rojstnega dneva kralja Petra II. Karađorđevića, je potekala na spolzkem in zelo neravnem uličnem dirkališču v beograjskem parku Kalemegdan speljanem okoli stare turške trdnjave Kalemegdan, deloma je bilo dirkališče tlakovano z granitnimi kockami, na nekaterih delih pa so dirkače ovirali celo tiri. Steza je potekala v nasprotni smeri urinega kazalca ter je imela osem levih in en desni zavoj, brez kakšne daljše ravnine, ki bi omogočala prehitevanja.
Nemški moštvi Auto Union in Mercedes-Benz sta se po daljšem premisleku odločili poslati na dirko po dva svoja dirkalnika, za vsak slučaj pa ju je spremljala lastna cisterna z gorivom. Alfred Neubauer, šef Mercedes-Benzovega moštva, je kot razlog za neprihod svojega najboljšega dirkača Rudolfa Caracciole navedel poslabšanje poškodbe noge, Caracciola pa je že prej napovedal, da bo dirkal le še na najpomembnejših dirkah. Dirkači obeh prijavljenih italijanskih moštev, Alfa Corse in Officine A. Maserati,  se niso pojavili na prizorišču, zaradi napetih razmer v Evropi, tako da je bil edini preostali udeleženec dirke domačin Boško Milenković z vsaj štiri leta starim dirkalnikom Bugatti T51.

### Prosti treningi
Prvi dan treningov, v četrtek 21. avgusta med četrto in šesto uro popoldne, je Hermann Lang opravil devetnajst krogov z najhitrejšim časom 1:16.2, Manfred von Brauchitsch je odpeljal sedemnajst krogov in postavil čas 1:17.3, oba dirkalnika Mercedes-Benza sta bila opremljena z izboljšanim sistemom za dovod goriva v motor, ki je bil prvič predstavljen na dirki za veliko nagrado Švice. Hermann Paul Müller je bil edini dirkač Auto Uniona, ki je dirkal prvi dan treninga. Po šestnajstih odpeljanih krogih je postavil najboljši čas 1:18.3. Zvečer so se pojavile govorice, da so nemške čete že na nemško-poljski meji.
Drugi dan prostega treninga so beograjski časniki objavili posebno izdajo časopisov z glavno novico, da sta Tretji rajh in Poljska v vojni. Veliko tujih obiskovalcev dirke se je takoj odpravilo v domovino, organizatorji pa kljub temu niso želeli odpovedati dirke, kajti to bi jim prineslo velik finančni primanjkljaj, celo rotili so nemške dirkače, naj ostanejo. Lang je odpeljal deset krogov in svoj čas izboljšal na 1:15.4. Müller je popravil svoj čas na 1:18.2, po trinajstih krogih pa je moral zapeljati v bokse zaradi pregrevanja motorja. Na to sta vplivala temperaturi zraka 30 °C in podlage kar 40 °C. Ker se Tazio Nuvolari ni udeležil treninga, je njegov dirkalnik prevzel rezervni dirkač Auto Uniona Ulrich Bigalke, ki je postavil čas 1:37.0, po petih krogih pa je moral zaradi težave s črpalko za gorivo zapeljati v bokse. Pregled ni pokazal težav, zato je dirkalnik prevzel Müller in postavil čas 1:16.8. Müller je uspel nastavili prestavna razmerja menjalnika tako, da je celoten krog odpeljal v tretji prestavi.
V soboto sta na prizorišče z vlakom prišla še Tazio Nuvolari in Hans Stuck. Ker je imel Auto Union le dva dirkalnika, naj bi hitrejši čas na treningu odločal, ali bo ob Nuvolariju na dirki nastopil Stuck ali Müller. Toda po nadaljnjih posvetih v moštvu so se odločili, da Stuck sploh ne bo nastopil na treningu, saj bi Müller, ki je že odpeljal petinštirideset krogov na stezi, tvegal vse za hitrejši čas od bolj renomiranega Stucka, ki bi ob tem še zahteval enako število krogov kot Müller. To bi povzročilo preveliko obremenitev motorja, kar ni bilo sprejemljivo. Ob dvanajstih so organizatorji pripravili poseben trening le za Nuvolarija, ki je po desetih krogih postavil čas 1:20.2, po še šestih krogih pa ga je izboljšal na 1:17.2. Uradni trening je kot običajno potekal od štirih do šestih popoldne, kjer sta bila najhitrejša ponovno dirkača Mercedes-Benza. Von Brauchitsch je s tvegano vožnjo postavil čas 1:14.2, Langu pa je uspelo svoj čas izboljšati na 1:15.0. Ko je želel Lang odpeljati nov hiter krog, je šef moštva Alfred Neubauer vprašal oba dirkača, če sta znorela, in jima prepovedal nazaj na stezo. V šestih krogih je Nuvolari svoj čas izboljšal na 1:16.3. Nato je bil trening prekinjen zaradi ustavljenega Auto Uniona, ki so ga porivali do boksov. Po menjavi uplinjača je Müller v sedmih krogih postavil svoj najboljši čas 1:15.2.

### Dirka
Zjutraj pred štartom dirke je Združeno kraljestvo napovedalo vojno Nemčiji. Po legendi je von Brauchitsch želel z letalom pobegniti v Švico, toda šef moštva Neubauer ga je prestregel na letališču in ga prisilil, da se je udeležil dirke. Na štartu dirke, ki so ga oznanili topovski izstrelki iz eden do dva kilometra oddaljene vojašnice, je von Brauchitsch z najboljšega štartnega položaja povedel, sledil pa mu je Lang, ki je v želji po zgodnjem vodstvu prevrtel zadnja kolesa, a se je zavedal, da je to zadnja dirka za kar nekaj let, zato je želel na vsak način zmagati, sledila pa sta mu še Nuvolari in Müller. Von Brauchitsch, ki z mislimi ni bil popolnoma osredotočen na dirko, je večkrat zapeljal preširoko čez robnike, s čimer je na stezo prinesel kamenje in zemljo. Eden od teh kamnov je v petem krogu razbil vetrobransko steklo na Langovem dirkalniku, nato pa še njegova dirkaška očala, tako da je moral s koščkom stekla v očesu zapeljati v bokse in dirkalnik prepustiti rezervnemu dirkaču Bäumerju.
Von Brauchitsch je tako vodil pred Müllerjem in Nuvolarijem in stanje je v prvih šestih krogih ostalo nespremenjeno, toda v sedmem krogu je vodilni Nemec naredil napako, se pred francoskim veleposlaništvom zavrtel in zapeljal s steze. Ob vračanju na stezo je vanj skoraj trčil Nuvolari, ki ga je komaj še uspel prehiteti. Von Brauchitsch je poskušal ujeti vodilna dirkača Auto Uniona in v petnajstem krogu je postavil rekord dirkališča 1:14.0, toda zaradi trčenja in posledično odstopa Bäumerja je moral močno zavirati in je izgubil stik z vodilnima dirkačema. Müller je imel pet sekund prednosti pred Nuvolarijem, toda vodilni Nemec je v tridesetem krogu zapeljal na postanek v bokse zaradi počene zadnje leve pnevmatike. Von Brauchitsch je na svoj postanek zapeljal v šestintridesetem krogu, tako da je imel vodilni Nuvolari že petdeset sekund prednosti. Milenković je zaradi pregrevanja dirkalnika opravil zelo dolg postanek v boksih. Ker njegovemu mehaniku ni uspelo odpreti pokrova hladilnika, je moral to storiti sam in s tem še dodatno izgubil čas.
V devetintridesetem krogu je svoj edini postanek v boksih opravil Nuvolari, toda po opravljenem postanku so mehaniki porinili njegov dirkalnik, ki je ugasnil, kar je bilo proti pravilom. Kljub temu se Mercedes ni odločil za pritožbo, ker sta tudi njihova dirkača že kršila pravila glede prehitevanja počasnejših dikačev. Nuvolari je tako zadržal prednost devetih sekund, dosegel zadnjo zmago na evropskih dirkah za veliko nagrado za kar sedem let in svojo zadnjo zmago v bogati karieri s povprečno hitrostjo 130 km/h. Po koncu dirke so dirkači izvedeli, da sta v vojni tudi že Francija in Nemčija.

### Po dirki
Alfred Neubauer je organiziral vrnitev karavane nemških tovornjakov domov. Zaradi govoric, da naj bi Madžarska zasegla vse gorivo, so krenili raje prek Slavonije, Hrvaške in Slovenije v Avstrijo. Zaradi prašnih cest in posledično težav z vidljivostjo so morali tovornjaki voziti na razdalji kilometra in pol. Ob prihodu do tovarne pa je tovornjake zasegla nemška vojska.
Po vojni je v Jugoslaviji nova komunistična želela čim bolj iz zgodovine izbrisati dosežke prejšnjega kraljevega režima, kar je vključevalo tudi spomin na to dirko, ki je bila v naslednjih desetletjih nekako izbrisana iz kolektivnega spomina prebivalcev Jugoslavije. Boško Milenković, edini jugoslovanski udeleženec kakšne dirke za veliko nagrado, je bil po vojni razlastninjem, tako da se je moral preživljati kot voznik tramvaja. Razočaran, se je nekaj let za tem obesil v prijateljevem stanovanju.

## Rezultati

### Štartna vrsta[4]
| 1. vrsta | 2. poz.                             |                                         | 1. poz.                                        |
|          | 2 Hermann Lang Mercedes-Benz 1:15.0 |                                         | 6 Manfred von Brauchitsch Mercedes-Benz 1:14.2 |
| 2. vrsta |                                     | 3. poz.                                 |                                                |
|          |                                     | 8 Hermann Paul Müller Auto Union 1:15.2 |                                                |
| 3. vrsta | 4. poz.                             |                                         | 5. poz.                                        |
|          | 4 Tazio Nuvolari Auto Union 1:16.3  |                                         | 12 Boško Milenković Bugatti brez časa          |

### Dirka[4][7]
| Poz | Št | Dirkač                     | Moštvo               | Dirkalnik          | Krogi | Čas/Odstop      | Št. m. |
| --- | -- | -------------------------- | -------------------- | ------------------ | ----- | --------------- | ------ |
| 1   | 4  | Tazio Nuvolari             | Auto Union           | Auto Union D       | 50    | 1:04:03.8       | 5      |
| 2   | 6  | Manfred von Brauchitsch    | Daimler-Benz AG      | Mercedes-Benz W154 | 50    | + 7.6 s         | 1      |
| 3   | 8  | Hermann Paul Müller        | Auto Union           | Auto Union D       | 50    | + 31.6s         | 3      |
| 4   | 12 | Boško Milenković           | Privatnik            | Bugatti T51        | 31    | +19 krogov      | 4      |
| Ods | 2  | Hermann Lang Walter Bäumer | Daimler-Benz AG      | Mercedes-Benz W154 | 17    | Trčenje         | 2      |
| DNS | 4  | Ulrich Bigalke             | Auto Union           | Auto Union D       |       | Rezervni dirkač |        |
| DNS | 8  | Hans Stuck                 | Auto Union           | Auto Union D       |       |                 |        |
| DNS | 10 | Walter Bäumer              | Daimler-Benz AG      | Mercedes-Benz W154 |       | Rezervni dirkač |        |
| DNA | 14 | Raymond Sommer             | Alfa Corse           | Alfa Romeo 308     |       |                 |        |
| DNA | ?  | ?                          | Alfa Corse           | Alfa Romeo 308     |       |                 |        |
| DNA | 18 | Paul Pietsch               | Officine A. Maserati | Maserati 8CTF      |       |                 |        |
| DNA | 20 | Luigi Villoresi            | Officine A. Maserati | Maserati 8CTF      |       |                 |        |